# MLB All-Star Game 1960 (pierwszy mecz)
MLB All-Star Game 1960 – 28. Mecz Gwiazd ligi MLB, który rozegrano 11 lipca 1960 roku na stadionie Municipal Stadium w Kansas City. Mecz zakończył się zwycięstwem National League All-Stars 5–3. Spotkanie obejrzało 30 619 widzów. Drugi All-Star Game sezonu 1960 odbył się dwa dni później.

## Wyjściowe składy
| National League | National League | National League | National League | American League | American League   | American League | American League |
| #               | Zawodnik        | Klub            | Pozycja         | #               | Zawodnik          | Klub            | Pozycja         |
| --------------- | --------------- | --------------- | --------------- | --------------- | ----------------- | --------------- | --------------- |
| 1               | Willie Mays     | Giants          | CF              | 1               | Minnie Miñoso     | White Sox       | LF              |
| 2               | Bob Skinner     | Pirates         | LF              | 2               | Frank Malzone     | Red Sox         | 3B              |
| 3               | Eddie Mathews   | Braves          | 3B              | 3               | Roger Maris       | Yankees         | RF              |
| 4               | Hank Aaron      | Braves          | RF              | 4               | Mickey Mantle     | Yankees         | CF              |
| 5               | Ernie Banks     | Cubs            | SS              | 5               | Bill Skowron      | Yankees         | 1B              |
| 6               | Joe Adcock      | Braves          | 1B              | 6               | Yogi Berra        | Yankees         | C               |
| 7               | Bill Mazeroski  | Pirates         | 2B              | 7               | Pete Runnels      | Red Sox         | 2B              |
| 8               | Del Crandall    | Braves          | C               | 8               | Ron Hansen        | Orioles         | SS              |
| 9               | Bob Friend      | Pirates         | P               | 9               | Bill Monbouquette | Red Sox         | P               |

| National League | 3 | 1 | 1 | 0 | 0 | 0 | 0 | 0 | 0 | 5 | 12 | 4 |
| American League | 0 | 0 | 0 | 0 | 0 | 1 | 0 | 2 | 0 | 3 | 6  | 1 |
| WP: Bob Friend (1–0) LP: Bill Monbouquette (0–1) SV: Vern Law (1) Home runy: NL: Ernie Banks (1), Del Crandall (1) AL: Al Kaline (1) |   |   |   |   |   |   |   |   |   |   |    |   |

## Składy
| Miotacze - Gary Bell (1) - Jim Coates (1) - Bud Daley (3) - Chuck Estrada (1) - Whitey Ford (6) - Frank Lary (1) - Bill Monbouquette (1) - Camilo Pascual (2) - Gerry Staley (3) - Dick Stigman (1) - Early Wynn (7) Łapacze - Yogi Berra (14) - Elston Howard (4) - Sherm Lollar (8) |  | Wewnątrzpolowi - Luis Aparicio (4) - Nellie Fox (11) - Jim Gentile (1) - Ron Hansen (1) - Frank Malzone (5) - Vic Power (5) - Brooks Robinson (1) - Pete Runnels (3) - Bill Skowron (5) Zapolowi - Al Kaline (7) - Harvey Kuenn (9) - Jim Lemon (1) - Mickey Mantle (10) - Roger Maris (2) - Minnie Miñoso (8) - Al Smith (2) - Ted Williams (18) |  | Menadżer - Walter Alston Trenerzy - Solly Hemus - Fred Hutchinson |

| Miotacze - Bob Buhl (1) - Roy Face (3) - Bob Friend (4) - Bill Henry (1) - Larry Jackson (3) - Vern Law (1) - Mike McCormick (1) - Lindy McDaniel (1) - Johnny Podres (2) - Stan Williams (1) Łapacze - Ed Bailey (3) - Smoky Burgess (5) - Del Crandall (8) |  | Wewnątrzpolowi - Joe Adcock (1) - Ernie Banks (7) - Ken Boyer (4) - Dick Groat (3) - Norm Larker (1) - Eddie Mathews (8) - Bill Mazeroski (4) - Charlie Neal (2) - Tony Taylor (1) - Bill White (3) Zapolowi - Hank Aaron (7) - Orlando Cepeda (3) - Roberto Clemente (1) - Willie Mays (8) - Stan Musial (18) - Vada Pinson (3) - Bob Skinner (2) |  | Menadżer - Al Lopez Trenerzy - Tony Cuccinello - Don Gutteridge |

- W nawiasie podano liczbę powołań do All-Star Game.